# Zerf
Zerf település Németországban, Rajna-vidék-Pfalz tartományban. Lakosainak száma 1597 fő (2023. december 31.).

## Népesség
A település népességének változása:
| Lakosok száma | 1460 | 1486 | 1511 | 1593 | 1621 | 1597 |
|               | 1975 | 2017 | 2019 | 2021 | 2022 | 2023 |